# Kartli (gebied)
Kartli of Kartlië (Georgisch: ქართლი) is het grootste historische en geografische gebied van Georgië en omvat het centrale deel van het land. Het was historisch het centrale deel van de Georgische koninkrijken Iberië en Kartlië.

## Etymologie
De naam Kartli is afgeleid van Kartlos, de mythische aartsvader, stichter en naamgever van Georgië. De Georgische naam voor Georgië, Sakartvelo, de naam van de Georgische taalfamilie (Kartveelse talen) verwijzen allen naar Kartlos.

## Geografie
Kartli omvat de regio's Sjida Kartli (Midden-Kartli), Kvemo Kartli (Beneden-Kartli), Samtsche-Dzjavacheti en hoofdstad Tbilisi. Ook het zuidelijke deel van Mtscheta-Mtianeti wordt tot Kartli gerekend. Het gebied wordt vanuit het zuidwesten naar het oosten doorkruist door de rivier de Mtkvari (Koera), de belangrijkste rivier in Oost-Georgië.
Het gebied strekt zich uit van de grens met Rusland in het noorden tot de grens met Turkije, Armenië en Azerbeidzjan in het zuiden. Binnenlands grenst het gebied aan de regio's Kacheti in het oosten en Imereti en de autonome republiek Adzjarië in het westen. Het feitelijk afgescheiden Zuid-Ossetië ligt in het noorden van Kartli en is er historisch onderdeel van. Kartli kent verschillende streken, waaronder Trialeti.

## Geschiedenis

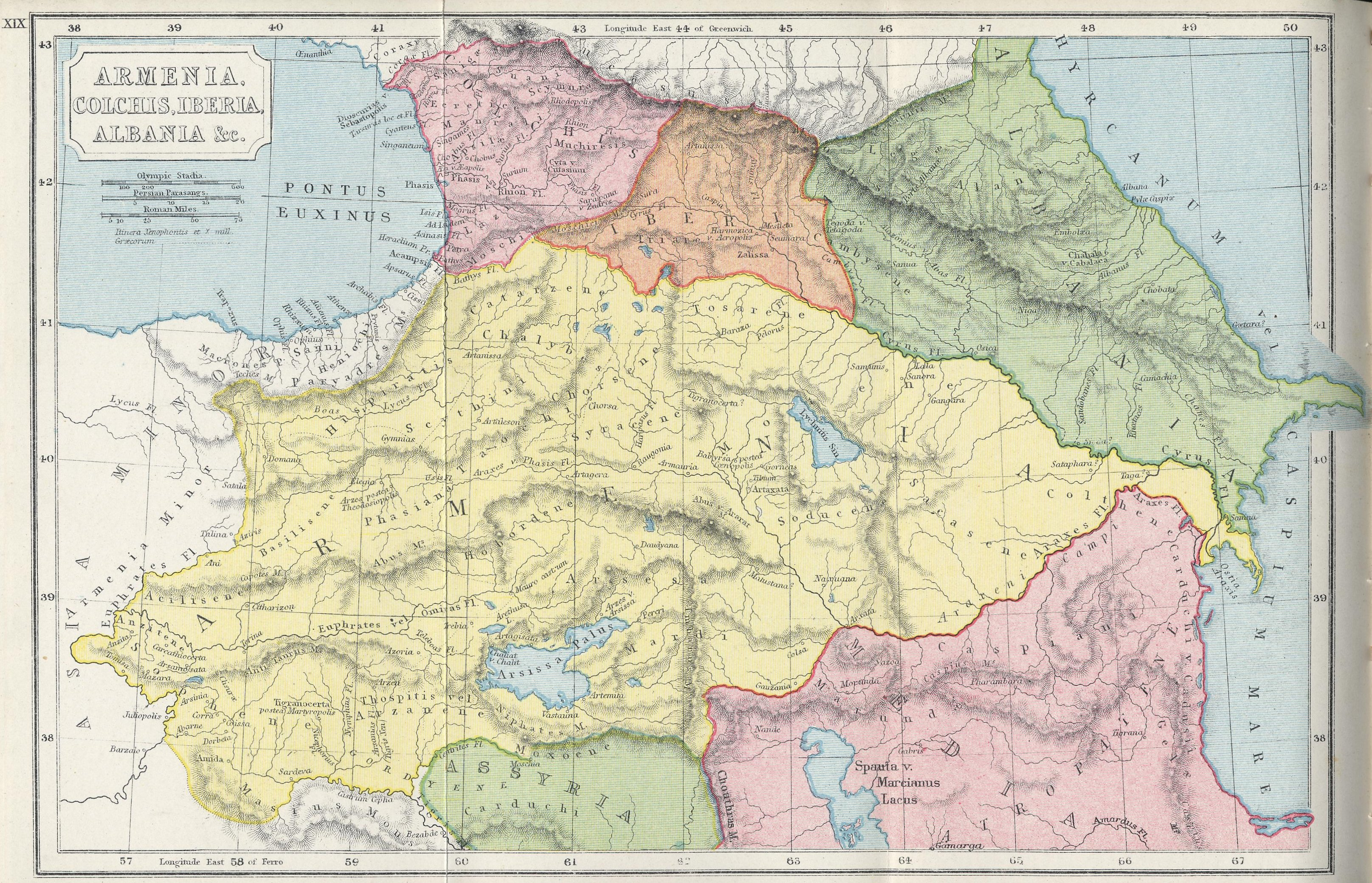
Iberië (oranje) op een kaart van de Kaukasische geografie in de oudheid.

In de klassieke oudheid werd het gebied Iberië genoemd. In 1008 stierf Goergen van Iberië, waarna zijn zoon Bagrat III hem opvolgde. Deze had al in 989 van zijn moeder het koninkrijk Abchazië geërfd, en vanuit deze personele unie ontstond verenigde koninkrijk Georgië. Tbilisi was sinds de 4e eeuw de hoofdstad van de verschillende koninkrijken van Kartli.

### Koninkrijk Kartlië
Kartlië werd bij de splitsing van het koninkrijk Georgië in 1478 weer een onafhankelijk koninkrijk met hoofdstad Tbilisi. In de middeleeuwen speelde Kartlië een cruciale rol in de etnische en politieke vereniging van de Georgiërs. Het koninkrijk voerde vanaf zijn ontstaan strijd met het Ottomaanse en Perzische Rijk, alsook met hun naaste Kaukasische buren. Vaak streden ook de eigen onderdanen tegen elkaar. In 1762 werd Kartlië verenigd met de oostelijke buur koninkrijk Kachetië. In 1801 werden beiden geannexeerd door het Russische Rijk.
Chevi · Chevsoeretië · Ertso-Tianeti · Goedamakari · Hereti · Kartli · Koecheti · Letsjchoemi · Mingrelië · Mtioeleti · Psjavi · Ratsja · Svanetië · Tao-Klardzjeti · Toesjeti · Trialeti